# Hobicha
Hobicha är en caldera i Etiopien. Den ligger i den centrala delen av landet, 270 km söder om huvudstaden Addis Abeba. Toppen på Hobicha är 1 800 meter över havet.
Terrängen runt Hobicha är kuperad åt sydost, men åt nordväst är den platt. Runt Hobicha är det ganska tätbefolkat, med 155 invånare per kvadratkilometer. Närmaste större samhälle är Sodo, 16,0 km nordväst om Hobicha. Omgivningarna runt Hobicha är en mosaik av jordbruksmark och naturlig växtlighet.